# Litterna-Halle
Die Litterna-Halle war eine Eissporthalle in der Schweizer Gemeinde Visp im Kanton Wallis.

## Geschichte
Die Halle wurde 1979 eröffnet. Zunächst bot das Bauwerk 5'570 Plätze. Sie diente dem Eishockeyclub EHC Visp aus der Swiss League als Heimspielstätte, die Kapazität betrug am Ende 4'300 Zuschauer, davon 850 auf Sitzplätzen. Die Eishalle wurde zudem zum Publikums-Eislauf genutzt. Am 23. August 2019 fand das letzte Spiel gegen den Kantonsrivalen HC Sierre statt, das der EHC Visp gewann.
Vom 6. bis 8. September 2019 wurde die Lonza Arena, die neue Eissport- und Eventhalle von Visp mit bis zu 5’150 Plätzen, eröffnet. Es ist auch die neue Heimat des EHC Visp. Gleichzeitig gab es am 6. und 7. September für die Litterna-Halle eine Abschiedsparty mit DJ Antoine, Die jungen Thierseer und The Legends geben. Danach wurde die Halle abgerissen und das Areal wird mit Wohn- und Geschäftsräumen neu überbaut.

### Abbruch
Im Juni 2020 begann man mit dem Abbruch der Litterna-Halle.

## Galerie

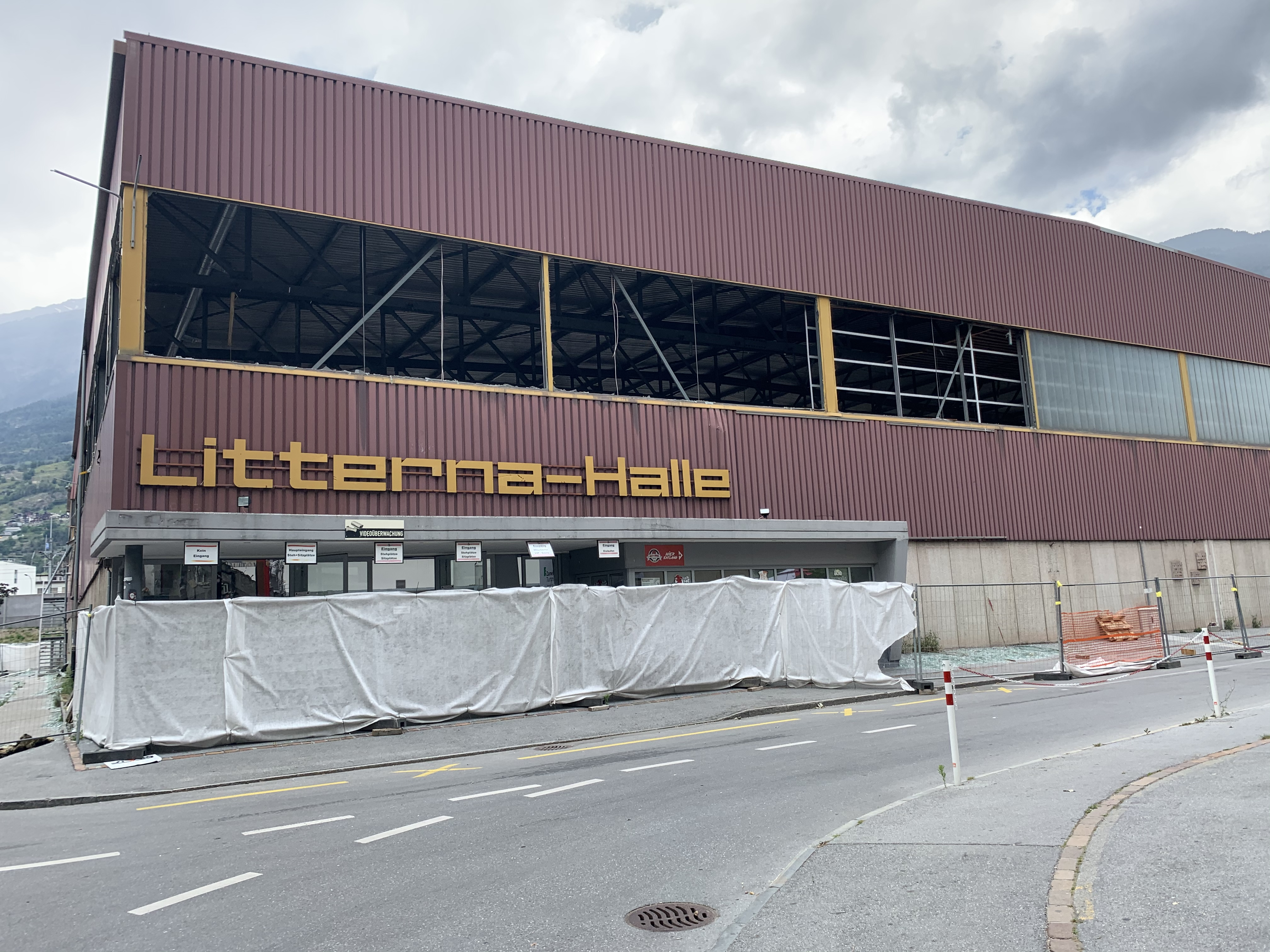
Der Abbruch der Litterna-Halle im Juni 2020